# Маклин, Джон (легкоатлет)
Джон Фредерик Маклин (англ. John Frederick McLean; 10 января 1878, Меномини — 4 июня 1955) — американский легкоатлет, серебряный призёр летних Олимпийских игр 1900.
На Играх Маклин соревновался барьерном беге и в прыжковых дисциплинах. В беге на 110 м с барьерами, прошедшем 14 июля, он занял третье место в полуфинале, и для прохождения дальше должен был выиграть один из дополнительных забегов. Сделав это, он участвовал в финале, и занял в нём второе место, получив серебряную медаль.
Также, Маклин соревновался в прыжках в длину, тройном прыжке и тройном прыжке с места. В первой дисциплине он занял шестое место, в следующей между 7-м и 13-м местами и в последней между 5-м и 10-м.